# Mewa szarogłowa
Mewa szarogłowa (Chroicocephalus cirrocephalus) – gatunek średniej wielkości ptaka z rodziny mewowatych (Laridae), częściowo wędrowny. W dwóch podgatunkach występuje w wybranych obszarach Ameryki Południowej i w Afryce Subsaharyjskiej. Nie jest zagrożony wyginięciem.

## Taksonomia
Po raz pierwszy gatunek opisał Vieillot w 1818. Holotyp pochodził z Brazylii. Pozyskał go Pierre Delalande, współpracujący z Muzeum Historii Naturalnej w Paryżu. Był to jeden z 224 okazów, które przesłał do Muzeum między 1816 (kiedy to został wydelegowany w podróż do Brazylii) a 19 stycznia 1818. Autor nadał nowemu gatunkowi nazwę Larus cirrocephalus.
Obecnie (2023) Międzynarodowy Komitet Ornitologiczny (IOC) umieszcza mewę szarogłową w rodzaju Chroicocephalus, podobnie jak autorzy Kompletnej listy ptaków świata. Niektórzy autorzy, w tym HBW, klasyfikują ją w obrębie Larus. Rodzaj Chroiocephalus, choć opisany już w 1836 przez Thomasa Eytona, zaczął być uznawany przez autorów z czasów współczesnych za właściwy dla mew z przypominającym maskę ubarwieniem głowy, również na podstawie badań genetycznych.
Mewa szarogłowa jest gatunkiem siostrzanym wobec mewy przylądkowej (C. hartlaubii). Razem tworzą one grupę siostrzaną wobec mew śmieszek (C. ridibundus) i tybetańskich (C. brunnicephalus), również gatunków siostrzanych. Inne badania nieuwzględniające mew tybetańskich wykazały podobne pokrewieństwo. W Południowej Afryce obserwowano krzyżowanie się mew szarogłowych podgatunku C. c. poiocephalus i mew przylądkowych (C. hartlaubii). Potwierdziły je późniejsze badania oparte na sekwencjonowaniu DNA – przedstawiciele tych dwóch gatunków dzielą liczne haplotypy. Badania genetyczne wykazały, że mewy przylądkowe oddzieliły się od mew szarogłowych C. c. poiocephalus około 70 tys. lat temu, a przedstawiciele C. c. poiocephalus od podgatunku nominatywnego – około 160 tys. lat temu. Prawdopodobnie kolonizacja Afryki przez południowoamerykańską populację nastąpiła dwukrotnie. Po pierwszej wyodrębniły się mewy przylądkowe, po kolejnej – obecna populacja C. c. poiocephalus. Współczesne podobieństwo genetyczne C. c. poiocephalus i mewy przylądkowej może wynikać z hybrydyzacji przedstawicieli tych dwóch taksonów.
IOC i autorzy HBW wyróżniają dwa podgatunki: 
- C. c. cirrocephalus (Vieillot, 1818)
- C. c. poiocephalus (Swainson, 1837) – początkowo opisany przez Swainsona jako odrębny gatunek[2]. Według części autorów jego przedstawiciele nie są wystarczająco odmienni od tych podgatunku nominatywnego, by wydzielić je do własnego podgatunku[13].

## Morfologia
Długość ciała wynosi 38–45 cm; masa ciała – 440–460 g u C. c. cirrocephalus, 225–385 g u C. c. poiocephalus. Wymiary szczegółowe dla osobników dorosłych podane w milimetrach wraz z liczbą zmierzonych okazów muzealnych (n) przedstawiono w poniższej tabeli.
| Wymiary szczegółowe | Wymiary szczegółowe | Wymiary szczegółowe | Wymiary szczegółowe | Wymiary szczegółowe | Wymiary szczegółowe | Wymiary szczegółowe | Wymiary szczegółowe |
| Podgatunek          | Płeć                | Długość skrzydła    | Długość skrzydła    | Długość dzioba      | Długość dzioba      | Długość skoku       | Długość skoku       |
| Podgatunek          | Płeć                |                     | n                   |                     | n                   |                     | n                   |
| ------------------- | ------------------- | ------------------- | ------------------- | ------------------- | ------------------- | ------------------- | ------------------- |
| C. c. cirrocephalus | Samce               | 308–342             | 12                  | 35,2–42,6           | 12                  | 50,0–59,9           | 12                  |
| C. c. cirrocephalus | Samice              | 305–335             | 12                  | 34,8–40,8           | 12                  | 47,5–53,9           | 12                  |
| C. c. poiocephalus  | Samce               | 308–343             | 52                  | 34,4–42,5           | 57                  | 46,3–55,5           | 57                  |
| C. c. poiocephalus  | Samice              | 290–328             | 53                  | 31,2–41,3           | 49                  | 43,7–53,9           | 53                  |

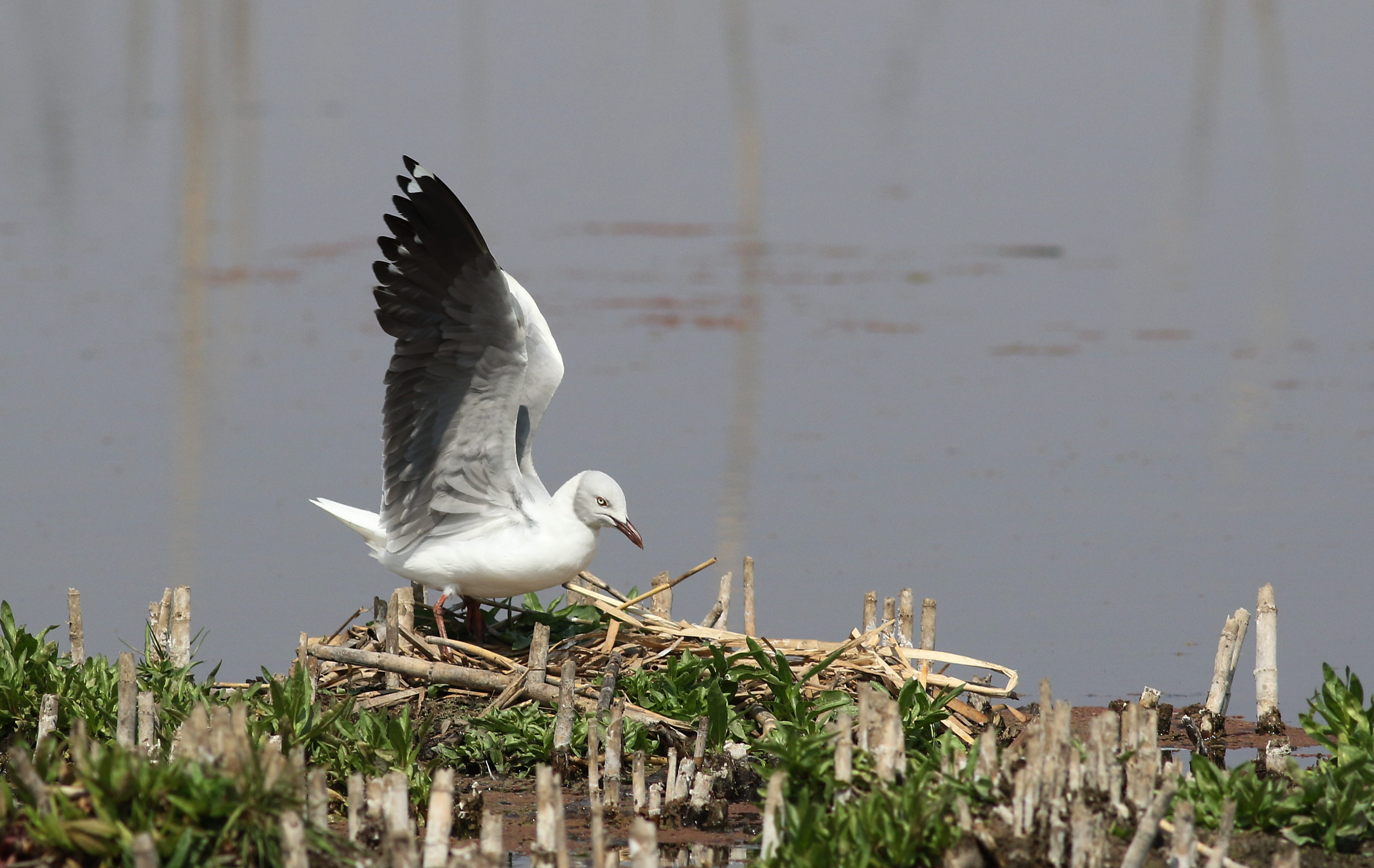
U tego osobnika, podobnie jak u 80–85% mew szarogłowych, występują tylko dwie owalne plamy przed końcem lotek I rzędu – na P9 i P10

Dalszy opis dotyczy przedstawicieli C. c. poiocephalus z zaznaczeniem różnic między nimi a ptakami podgatunku nominatywnego.
Osobniki dorosłeW sezonie lęgowym na głowie obecny jasnoszary kaptur, białawy w okolicach dzioba. Zazwyczaj od reszty ciała oddzielony jest ciemnoszarą, brązową lub czarniawą linią. Poza sezonem lęgowym głowa jest biała, nad okiem i z tyłu szyi znajdują się ciemniejsze obszary. Zamiast kaptura może też występować miejscowy szary nalot, również wzdłuż linii oddzielającej kaptur od reszty upierzenia. Płaszcz, barkówki, grzbiet, pokrywy skrzydłowe, lotki II rzędu oraz lotki pierwszorzędowe P1–P5 są szare (P5 z czarną końcówką, P4 z czarnym paskiem przedkońcowym), przy czym wszystkie lotki I rzędu mają ciemniejsze chorągiewki wewnętrzne. Lotki P6–P10 białe z czarną dalszą od ciała częścią. Na lotkach P9–P10 na czarnych końcówkach znajdują się owalne białe plamy (u 15–20% osobników również i na P8), na P1–P8 – białe końcówki. Spód ciała biały, podobnie jak pokrywy podogonowe i sterówki. Pokrywy podskrzydłowe są przeważnie jaśniejsze od spodu lotek, ciemnoszare lub czarniawe.
Części nieopierzoneW sezonie lęgowym tęczówka dorosłych osobników ma barwę od jasnożółtej po białawą, obrączka oczna – czerwoną po pomarańczowoczerwoną, nogi – czerwoną. Poza sezonem lęgowym dziób przybiera kolor od matowoczerwonego po pomarańczowoczerwony, ma ciemną końcówkę zmienną u poszczególnych osobników, zaś nogi stają się matowoczerwone po pomarańczowe (zwykle jaśniejsze od dzioba).

## Zasięg występowania

### Podgatunek nominatywny
Tereny lęgowe obejmują dwa oddzielne obszary w Ameryce Południowej. Jeden znajduje się u wybrzeża Ekwadoru i Peru, miejscami do 40 km w głąb lądu. Zawiera się głównie między równoleżnikami 2°S i 17°S; rzadziej mewy szarogłowe gniazdują do 1°N na północy i 18°S na południu, do północnego Chile. W Ekwadorze po raz pierwszy gniazdowanie mew szarogłowych stwierdzono w 1978. W 2005 opisano ekwadorską kolonię wysuniętą najdalej na północ z dotychczas znanych na kontynencie, położoną w ujściu rzeki Canuto. Drugi obszar gniazdowania mew szarogłowych ciągnie się od wybrzeży południowej Brazylii po Argentynę (południowa prowincja Buenos Aires), a dalej w głąb lądu przez dorzecza Paragwaju i Parany do argentyńskiej prowincji Santa Fe (w okolice jeziora Melincué). Po lęgach mewy szarogłowe podgatunku nominatywnego rozpraszają się na obszarze północno-wschodniej Brazylii i środkowej Argentyny. Osobniki gniazdujące u wybrzeży Oceanu Spokojnego regularnie docierają na południe po Mollendo (południowe Peru). Kolonię lęgową w Peru opisano po raz pierwszy w 1970, trzy lata po jej zbadaniu; po raz drugi – w 1979. Przynajmniej do 2017 nie było potwierdzonych przypadków gniazdowania w Paragwaju, gdzie mewy szarogłowe jedynie regularnie zalatują.
Do 2014 roku zabłąkane osobniki tego gatunku dwukrotnie stwierdzono w USA: na Florydzie (26 grudnia 1998, Apalachicola) i w Nowym Jorku (Brooklyn, 24 lipca do 4 sierpnia 2011).

### C. c. poiocephalus

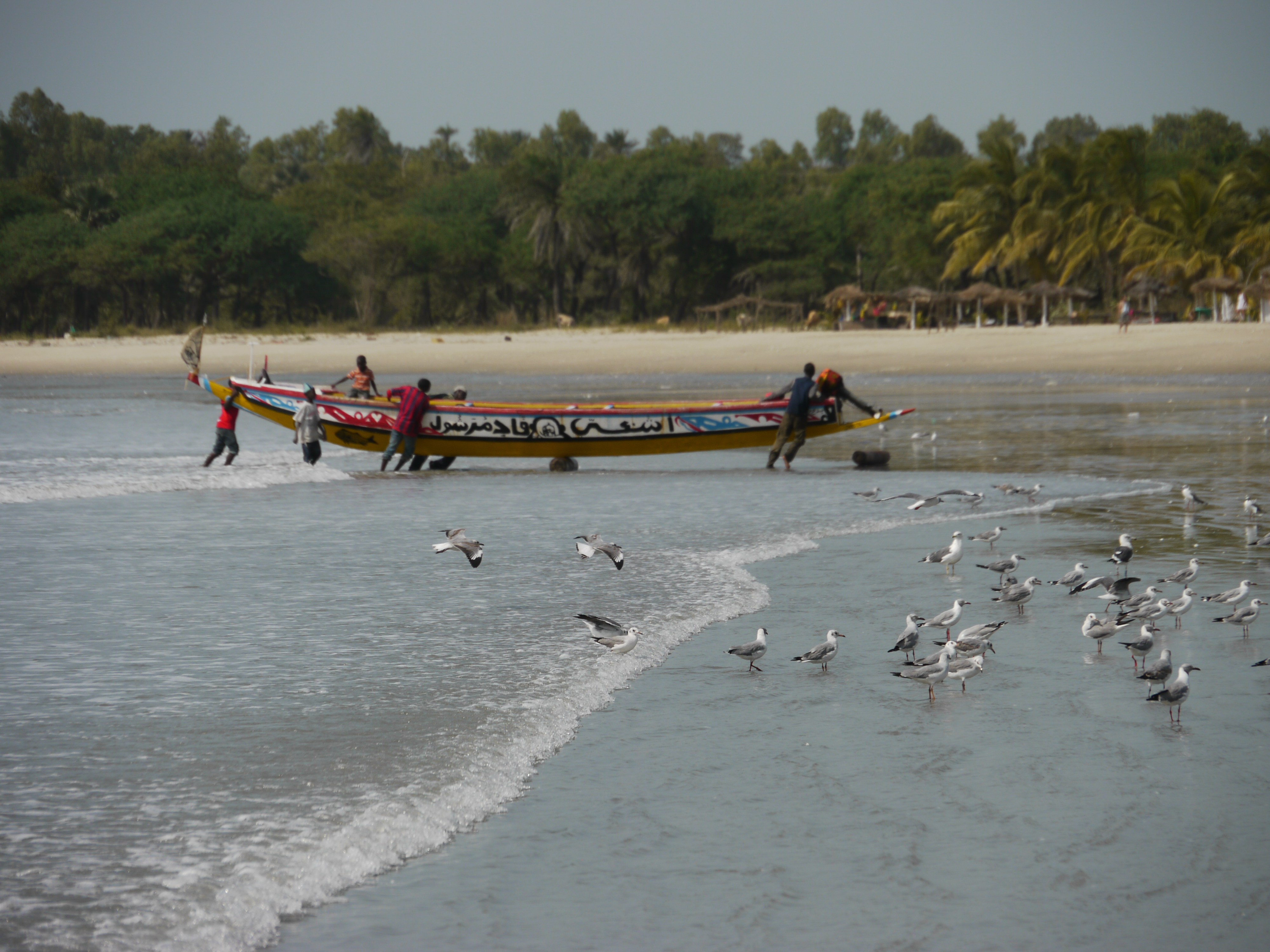
Grupa mew szarogłowych u południowego wybrzeża Gambii. Współcześnie te ptaki nie gniazdują już w Gambii, a wyłącznie na położonych 2 km od jej wybrzeża wyspach Bijol

Przedstawiciele podgatunku C. c. poiocephalus gniazdują w Afryce Subsaharyjskiej. W Afryce Zachodniej ich obszary lęgowe są nieregularnie rozmieszczone wzdłuż wybrzeży i rzek w interiorze. Wysunięte najbardziej na zachód znajdują się w Mauretanii (wyłącznie w Banc d’Arguin), Senegalu, Gambii i Gwinei Bissau, na północ – przy jeziorze Czad. Zarówno do jeziora Czad i do Mali tereny lęgowe mew szarogłowych ciągną się od wybrzeża wzdłuż głównych rzek i większych jezior. Współcześnie mewy szarogłowe nie gniazdują w Gambii, jedynie na wyspach Bijol położonych 2 km od jej wybrzeża. W 2008 doniesiono jednak o drugim stanowisku w Gambii – w Bandżulu – i o pomyślnych lęgach. Jedna z najbardziej wysuniętych na południe kolonii lęgowych w tej części Afryki znajduje się w Kamerunie przy rezerwuarze Bamendjing.
Na wschodniej połowie kontynentu obszary lęgowe ciągną się od Sudanu i Etiopii (pospolicie, choć nielęgowo, mewy szarogłowe występują na południe od równoleżnika 12°N) po Malawi i Południową Afrykę. Przechodzą przez Wielkie Jeziora Afrykańskie – Naivasha, Manyara, Elmenteita, Nakuru i Jezioro Rudolfa (Turkana). Wschodnia granica zasięgu występowania przechodzi przez nizinną część Kenii. Mewy szarogłowe gniazdują również na Madagaskarze. Ich zasięg tam jest nieregularny, prawdopodobnie występują w pobliżu największych jezior wyspy. Poza sezonem lęgowym przemieszczają się w obrębie Afryki Subsaharyjskiej. Ponieważ zimują w pobliżu otwartych wód, nie pojawiają się na dużych obszarach południowej Namibii, południowo-zachodniej Botswany oraz w górskich rejonach Lesotho.

## Ekologia i zachowanie
Środowiskiem życia mew szarogłowych są tropikalne i subtropikalne wybrzeża, przybrzeżne wyspy oraz położone w głębi lądu rzeki i jeziora. Wybierają zarówno zbiorniki o wodach słodkich, jak i słonych. Gniazdujące nad Oceanem Spokojnym mewy szarogłowe zazwyczaj przebywają na wybrzeżu – w lagunach, ujściach rzek, portach rybackich i na piaszczystych plażach. W Argentynie gniazdują głównie na bagnach, prócz tego – na solniskach. Czas poza sezonem lęgowym mewy szarogłowe spędzają głównie na wybrzeżach. Pojawiają się wówczas również w siedliskach ludzkich, w tym w zagrodach dla bydła i w portach rybackich. Na Madagaskarze mewy szarogłowe odnotowywano od poziomu morza do 1500 m n.p.m., w Etiopii – na wysokości 370–1830 m n.p.m., w Malawi – 40–2300 m n.p.m. W Kenii są rzadkie na nizinach. Czasami pojawiają się w okolicach tamy w Mau Narok na wysokości 3000 m n.p.m. Zimą na zboczach Andów występują lokalnie do 1000 m n.p.m. Zwyczaje mew szarogłowych z Ameryki Południowej i Madagaskaru są słabo poznane.
Są to towarzyskie ptaki, rzadko obserwowane samotnie (co zdarza się na zachodnim wybrzeżu Afryki Południowej). Zwykle żerują w grupach liczących od 3 do 8 osobników. Chętnie przyłączają się do innych mew, w tym do mew patagońskich (C. maculipennis). Te zazwyczaj są względem mew szarogłowych dominujące na śmietniskach, gdzie szukają pożywienia. Mewy szarogłowe odzywają się różnorodnymi podobnymi do rechotu i śmiechu głosami, zbliżonymi do tych wydawanych przez mewy śmieszki, ale głębszymi i bardziej ochrypłymi. Część mew szarogłowych prowadzi osiadły tryb życia. Pozostałe podejmują zwykle krótkodystansowe wędrówki, wiele osobników gniazdujących w interiorze przemieszcza się na wybrzeże. Osobniki z prowincji KwaZulu-Natal i terenu dawnego Transwalu po sezonie lęgowym wędrują do 2000 km od kolonii.

### Pożywienie
Mewy szarogłowe żywią się głównie rybami i bezkręgowcami (w tym mięczakami i owadami). Zjadają uszkodzone jaja flamingów, a przynajmniej w Mauretanii również i nienaruszone jaja czapli i kormoranów. Obserwowano przypadki kleptopasożytnictwa ze strony mew szarogłowych, którego ofiarami były kormorany białoszyje (Phalacrocorax carbo lucidus), pelikany małe (Pelecanus rufescens) i ostrygojady brunatne (Haematopus palliatus).

### Lęgi
Sezon lęgowy
W Afryce Zachodniej mewy szarogłowe składają jaja głównie od kwietnia do maja (przed porą deszczową). Brak współczesnych doniesień o lęgach w Gambii, dawniej gniazdowały tam w lipcu. Na terenie dawnego Transwalu (północno-wschodnia Południowa Afryka) okres składania jaj trwa głównie od maja do czerwca, w Gauteng – od maja do czerwca, w KwaZulu-Natal – od lutego do listopada, w Botswanie i Zimbabwe – od lipca do października, w Namibii – od marca do czerwca. O lęgach w Etiopii dostępne są wyłącznie dane sprzed lat 70. XX wieku, wedle których okres składania jaj trwa tam od czerwca do sierpnia. Przynajmniej do 2013 nie było pewnych informacji o lęgach na Madagaskarze; bazując na porze obserwacji osobników młodocianych oszacowano, że zniesienia mogą przypadać na styczeń i luty. W Peru jaja składane są na początku maja. W Ekwadorze jest to przynajmniej wrzesień i lipiec, w którego pierwszej połowie obserwowano jednak już puchowe pisklęta oraz nielotne jeszcze młode.
Gniazda
Mewy szarogłowe gniazdują kolonijnie. W Południowej Afryce kolonie liczą przeważnie od 5–10 do około 300 par. Jedna z kolonii w Malawi w 1994 składała się z około 1000 par. W kolonii odkrytej w 2005 w Kamerunie gniazdowało około 500 par. W niektórych koloniach w Senegalu, Kenii i Tanzanii gromadzi się ponad 2000 par. Sama liczba par lęgowych może być wysoce zmienna nie tylko między poszczególnymi koloniami, ale również w poszczególnych latach w obrębie jednej z nich. Do 2006 roku największą znaną w Południowej Afryce była ta mieszcząca się w Parkhaven, dzielnicy Boksburga; w 2001 zaobserwowano tam blisko 3800 gniazdujących osobników. Odstępy między poszczególnymi gniazdami wynoszą od niecałego metra do 100 m (Mauretania). Najbliżej siebie gniazda umieszczone są na niewielkich wyspach. Mewy szarogłowe mogą przyłączać się do wielogatunkowych kolonii lęgowych. Do akceptowanych przez nie gatunków należą między innymi: mewa przylądkowa, mewa południowa (Larus dominicanus), rybitwa wielkodzioba (Sterna caspia), rybitwa królewska (Thalasseus maximus), rybitwa złotodzioba (T. bergii), czapla olbrzymia (Ardea goliath), warzęcha czerwonolica (Platalea alba), ibis czczony (Threskiornis aethiopicus).
Gniazda budowane są zarówno na gołej ziemi, jak i wśród cibor lub innych roślin wodnych oraz na roślinności unoszącej się na wodzie. W Mauretanii mewy szarogłowe wykorzystują kępy solirodu (Salicornia). Zajmują stare gniazda łysek czubatych (Fulica cristata), przynajmniej w Południowej Afryce. Gniazda mają różną formę, od płytkiego zagłębienia w ziemi wyściełanego suchą trawą i skrawkami roślinności po konstrukcję z traw i roślin wodnych zbliżoną kształtem do miski. W Peru za wyściółkę mogą posłużyć pióra flamingów chilijskich (Phoenicopterus chilensis). Przynajmniej w Południowej Afryce gniazda mają 17–20 cm średnicy i około 8 cm głębokości.
Jaja

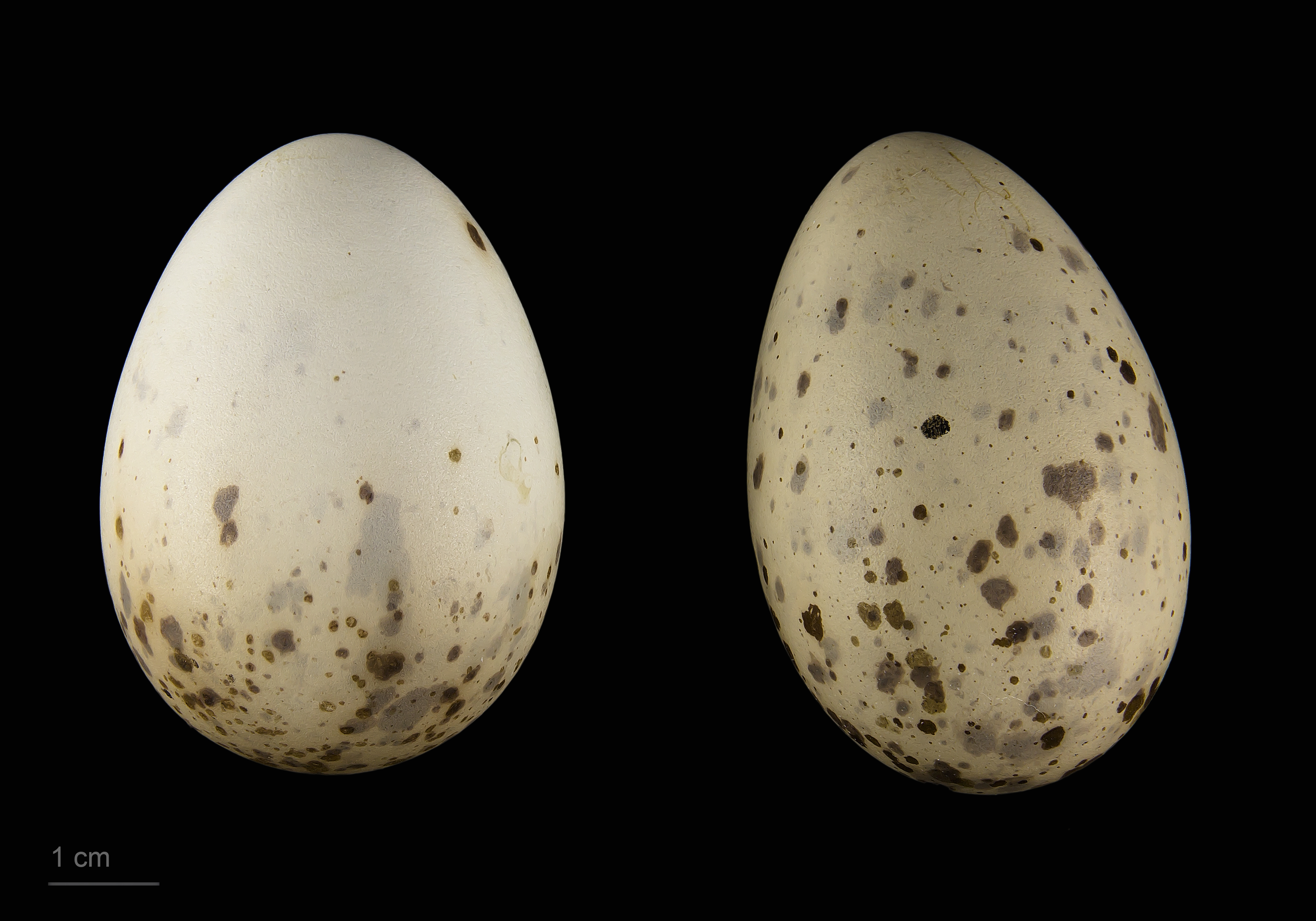
Jaja z kolekcji muzealnej

W Ameryce Południowej przeważnie zniesienie liczy 3 jaja. W Afryce ogólnie jest to od 1 do 4 jaj, lecz najczęściej 2 lub 3. W Południowej Afryce średnia liczba jaj w zniesieniu nie jest znacząco różna między poszczególnymi koloniami; przeważnie w lęgu znajdują się 3 jaja. W 273 lęgach z kilkunastu siedlisk w prowincji Gauteng 131 zawierało 3 jaja, 115 – 2 jaja, a 27 – 1 jajo. Średnie wymiary jaj z 273 lęgów: 51,37 na 36,69 mm. Barwa skorupki jaj jest wysoce zmienna. Tło może być intensywnie brązowe, zielonobrązowe, oliwkowe lub płowe, pokrywają je szare lub brązowe wzory.
Wysiadywanie
W wysiadywaniu, które rozpoczyna się po złożeniu pierwszego jaja, biorą udział obydwa ptaki z pary. Okres inkubacji długo nie był poznany, przynajmniej do drugiej połowy lat 90. XX wieku. Na informację o braku danych zarówno o okresie inkubacji, jak i czasie potrzebnym do opierzenia młodych można natrafić jeszcze w wydanym w 2013 roku 8. tomie monografii The Birds of Africa, jednak nie jest ona prawdziwa. Opublikowana w 2006 obszerna praca dotycząca biologii mew szarogłowych w Południowej Afryce przedstawia zarówno dane dotyczące inkubacji, jak i pierwszy obszerny opis rozwoju młodych. W Południowej Afryce wysiadywanie trwa 23–27 dni.
Pisklęta
Pisklęta są pokryte płowożółtym puchem z czarnymi plamkami na głowie i wierzchu ciała, które tworzą nieregularne linie. Dzień po wykluciu potrafią już biegać, a koło 10. dnia życia – dobrze pływać. Młode podgatunku C. c. poiocephalus są w pełni opierzone po około 35 dniach życia. Najintensywniej ich masa ciała zwiększa się od wyklucia do około 7. dnia życia. Następnie do około 16. dnia życia codziennie zwiększa się mniej więcej równomiernie, później aż do opierzenia dzienne przyrosty zmniejszają się.

## Status i zagrożenia
IUCN uznaje mewę szarogłową za gatunek najmniejszej troski nieprzerwanie od 1988 (stan w 2020). BirdLife International uznaje trend liczebności populacji za prawdopodobnie stabilny.
Według najaktualniejszych na początek 2020 roku szacunków całkowita populacja mew szarogłowych wynosi od 455 do 940 tys. osobników. Największe populacje skupione są w afrykańskiej strefie okołorównikowej. Środkową i wschodnią Afrykę zamieszkuje 200–400 tys. osobników, zachodnią – do 30 tys. W 2014 liczebność populacji w Afryce Zachodniej wynosiła 25–30 tys. osobników. Określona została na podstawie szacunkowej wielkości populacji lęgowej. W latach 2010–2014 największe zagęszczenie mew szarogłowych w tym regionie odnotowano na wybrzeżu od Senegalu do Gambii; najważniejsze kolonie znajdowały się wówczas w Senegalu, Gambii i Gwinei Bissau. Od 1997 roku prawdopodobnie liczebność zmalała, jednak ulegała znacznym wahaniom i może to nie być słuszne przypuszczenie.